# 新集水库
新集水库是中国安徽省滁州市定远县境内的一座水库，位于淮河支流池河上，建于1968年。水库正常库容为1070万立方米，集雨面积为32平方千米，海拔为59米。